# Rhoda Griffis
Rhoda Griffis (Angier, Carolina del Norte, Estados Unidos; 9 de enero de 1965) es una actriz estadounidense que ha desempeñado papeles secundarios en películas y televisión independientes y convencionales.

## Biografía
Griffis apareció en el escenario en Angels in America, Proof, Collected Stories y The Dark at the Top of the Stairs.
Su primer papel cinematográfico fue en el drama Love Field de 1992, en el que interpretó a Jacqueline Kennedy. Su debut como actriz no teatral fue en la película para televisión A Mother's Right: The Elizabeth Morgan Story. Apareció en otras películas y series hechas para televisión, incluido In the Heat of the Night.
Griffis trabajó durante siete temporadas con The North Carolina Shakespeare Festival, durante cinco temporadas con Charlotte Rep, además de aparecer con el Saint Louise Repertory, el Alabama Shakespeare Festival, Theatre by the Sea (Portsmouth, Nuevo Hampshire), el Alliance Theatre, Theatrical Outfit, y durante tres temporadas con el Actors Theatre of Atlanta. 
Griffis es conocida por su trabajo en Runaway Jury, Walk the Line, Road Trip, Songcatcher. Entre sus papeles más recientes se encuentra la luchadora Lenore Baker en el drama televisivo de Lifetime, Army Wives. Además, hizo apariciones memorables en American Summer y One Missed Call.
Entre sus trabajos de actuación, Griffis enseña actuación en cámara, teatro, doblaje y asistente de dirección en el departamento de bellas artes de The Lovett School en Atlanta, Georgia.

## Filmografía
| Año  | Título                                     | Papel                         | Notas           |
| ---- | ------------------------------------------ | ----------------------------- | --------------- |
| 1992 | Love Field                                 | Jacqueline Kennedy            |                 |
| 1993 | The Program                                | Reportera #3                  |                 |
| 1994 | Cobb                                       | Amanda Chitwood Cobb          |                 |
| 1995 | Something to Talk About                    | Edna                          |                 |
| 1997 | Medianoche en el jardín del bien y del mal | Mujer del Card Club #2        |                 |
| 1999 | Carrie 2: La ira                           | Vendedora                     |                 |
| 1999 | Chill Factor                               | Mujer embarazada              |                 |
| 2000 | A Good Baby                                | Madre en el cobertizo         |                 |
| 2000 | Songcatcher                                | Clementine McFarland          |                 |
| 2000 | Road Trip                                  | Madre del grupo de tour       |                 |
| 2000 | Doomsday Man                               | Sra. Gloria Prentiss          |                 |
| 2001 | Rustin                                     | Lyla Griggs                   |                 |
| 2002 | Run Ronnie Run                             | Asistenta de televisión       |                 |
| 2002 | New Best Friend                            | Enfermera                     |                 |
| 2003 | A Touch of Fate                            | Chippy Trick                  |                 |
| 2003 | Runaway Jury                               | Rikki Coleman                 |                 |
| 2004 | No Witness                                 | Fiona Haskell                 |                 |
| 2004 | Bobby Jones: Stroke of Genius              | Woman Hit in Leg              | Sin crédito     |
| 2004 | The Lost Cause                             | Deena                         | Cortometraje    |
| 2005 | Black Oasis                                | Madre                         | Cortometraje    |
| 2005 | Our Very Own                               | Fanny                         |                 |
| 2005 | Walk the Line                              | Mánager de Five and Dime      |                 |
| 2005 | Dreamer                                    | Madre en la clase             |                 |
| 2005 | The Unseen                                 | Loretta                       |                 |
| 2005 | The Gospel                                 | Abogada #1                    |                 |
| 2006 | Big Momma's House 2                        | Sra. Gallagher                |                 |
| 2006 | Broken Bridges                             | Idalee                        |                 |
| 2006 | Secret of the Cave                         | Madre de Roy                  |                 |
| 2006 | We Are Marshall                            | Sra. Shaw                     |                 |
| 2008 | One Missed Call                            | Marie Layton                  |                 |
| 2008 | The Loss of a Teardrop Diamond             | Secretaria                    |                 |
| 2009 | Año Uno                                    | Eva                           |                 |
| 2009 | Road Trip: Beer Pong                       | Madre del grupo de tour       | Direct-to-video |
| 2009 | Un sueño posible                           | Beth                          |                 |
| 2010 | Father of Invention                        | Penny Camp                    |                 |
| 2010 | Blood Done Sign My Name                    | Isabel Taylor                 |                 |
| 2010 | La última canción                          | Doctor                        |                 |
| 2011 | The Pool Boys                              | Nancy                         |                 |
| 2012 | Los juegos del hambre                      | Mujer en la inscripción       |                 |
| 2012 | What to Expect When You're Expecting       | Organizadora de la convención |                 |
| 2012 | La extraña vida de Timothy Green           | Dr. Lesley Hunt               |                 |
| 2012 | El vuelo                                   | Amanda Anderson               |                 |
| 2012 | Parental Guidance                          | Dr. Schveer                   |                 |
| 2013 | Plus One                                   | Sra. Howard                   |                 |
| 2013 | 42                                         | Señorita Bishop               |                 |
| 2014 | Kill the Messenger                         | Asistente                     |                 |
| 2015 | 90 Minutes in Heaven                       | Mary                          |                 |
| 2015 | Magic Mike XXL                             | Julia                         |                 |
| 2016 | Miracles from Heaven                       | Church Lady                   |                 |
| 2016 | Hidden Figures                             | Bibliotecaria blanca          |                 |
| 2016 | Masterminds                                | Agente inmobiliaria           |                 |
| 2017 | The Yellow Birds                           | Sheryl                        |                 |
| 2017 | Guardianes de la Galaxia vol. 2            | Sneeper Madame                |                 |
| 2018 | Forever My Girl                            | Sra. Grant                    |                 |
| 2018 | Blockers                                   | Profesora de arte             | Sin crédito     |
| 2018 | I Can Only Imagine                         | Mánager de Jen-Amy's          |                 |
| 2019 | The Best of Enemies                        | Whitney                       |                 |
| 2019 | Just Mercy                                 | Judge Pamela Bachab           |                 |
| 2020 | The Banker                                 | Sra. Barker                   |                 |
| 2020 | Charming the Hearts of Men                 | Sra. Lotts                    | posproducción   |

| Año       | Título                                                       | Papel                      | Notas                                                         |
| --------- | ------------------------------------------------------------ | -------------------------- | ------------------------------------------------------------- |
| 1991      | In the Heat of the Night                                     | Secretaria                 | episodio: "The More Things Change"                            |
| 1992      | A Mother's Right: The Elizabeth Morgan Story                 | Sharon                     | película de televisión                                        |
| 1993      | The Conviction of Kitty Dodds                                | Dina                       | película de televisión                                        |
| 1993      | A Family Torn Apart                                          | Liz Kelley                 | película de televisión                                        |
| 1993      | Scattered Dreams                                             | Sra. Virgil                | película de televisión                                        |
| 1994      | On Promised Land                                             | Ellen Appletree            | película de televisión                                        |
| 1994      | One of Her Own                                               | Lynn Wickstrom             | película de televisión                                        |
| 1994      | Matlock                                                      | Jane Kravitz Linda Kirsch  | episodio: "The Murder Game" episodio: "The Tabloid"           |
| 1995      | Big Dreams & Broken Hearts: The Dottie West Story            | Diane Marsh                | película de televisión                                        |
| 1995      | The Sister-in-Law                                            | Kelly Richards             | película de televisión                                        |
| 1995      | The Client                                                   | Periodista                 | episodio: "Pilot"                                             |
| 1996      | A Season in Purgatory                                        | Sirvienta (sin crédito)    | película de televisión                                        |
| 1996      | To Love, Honor and Deceive                                   | Madre en la casa           | película de televisión                                        |
| 1997      | Close to Danger                                              | Lucille                    | película de televisión                                        |
| 1997      | Perfect Crime                                                | Gia                        | película de televisión                                        |
| 1998      | From the Earth to the Moon                                   | Martha Chaffee             | episodio: "Apollo One"                                        |
| 1998      | Mama Flora's Family                                          | Sra. Hopkins (mujer joven) | película de televisión                                        |
| 1998      | The Tempest                                                  | Sophie Dupree              | película de televisión                                        |
| 1999      | Dawson's Creek                                               | Dr. Marlee Summer          | episodio: "Be Careful What You Wish For" episodio: "Reunited" |
| 1999      | The Hunley                                                   | Mujer joven                | película de televisión                                        |
| 1999      | The Price of a Broken Heart                                  | Katie                      | película de televisión                                        |
| 2002      | Jo                                                           | Girlfriend                 | película de televisión                                        |
| 2002      | The Locket                                                   | Aunt May                   | película de televisión                                        |
| 2003      | One Tree Hill                                                | Rachel                     | episodio: "Are You True?"                                     |
| 2004      | The Madam's Family: The Truth About the Canal Street Brothel | Leigh                      | película de televisión                                        |
| 2005      | Odd Girl Out                                                 | Denise Larson              | película de televisión                                        |
| 2005      | Palmetto Pointe                                              | Guidance Counselor         | episodio: "Off to the Pointe"                                 |
| 2005      | Snow Wonder                                                  | Jane                       | película de televisión                                        |
| 2006      | Surface                                                      | Annie Boertz               | episodio: "1.13"                                              |
| 2006      | For One Night                                                | Ginny Stephens             | película de televisión                                        |
| 2007      | Girl, Positive                                               | Karen Sandler              | película de televisión                                        |
| 2007      | K-Ville                                                      | Cora Dunlevy               | episodio: "Cobb's Webb"                                       |
| 2007-2010 | Army Wives                                                   | Lenore Baker Ludwig        | 11 episodios                                                  |
| 2008      | Fab Five: The Texas Cheerleader Scandal                      | Pamela Blackburn           | película de televisión                                        |
| 2008      | Living Proof                                                 | Bindy Blake                | película de televisión                                        |
| 2009      | Eastbound & Down                                             | Profesora                  | episodio: "Chapter 2"                                         |
| 2009      | Solving Charlie                                              | Rose                       | película de televisión                                        |
| 2009      | My Fake Fiancé                                               | Val                        | película de televisión                                        |
| 2009-2014 | Drop Dead Diva                                               | Paula Dewey                | Papel recurrente                                              |
| 2010      | Tough Trade                                                  | Lucy                       | película de televisión                                        |
| 2010      | The Wronged Man                                              | Tina                       | película de televisión                                        |
| 2010      | Past Life                                                    | Barb Stafford              | episodio: "Soul Music"                                        |
| 2010      | Memphis Beat                                                 | Elizabeth Hatcher          | episodio: "Love Her Tender"                                   |
| 2011      | Hail Mary                                                    | Directora Gertrude Teague  | película de televisión                                        |
| 2011      | Mean Girls 2                                                 | Ilene Hanover              | película de televisión                                        |
| 2011      | Teen Spirit                                                  | Vesper Summers             | película de televisión                                        |
| 2011      | Single Ladies                                                | Jane Sherrod               | episodio: "Is This the End?"                                  |
| 2011      | Level Up                                                     | Barbara                    | película de televisión                                        |
| 2013      | Nashville                                                    | Jane Rawlins               | 1 episodio                                                    |
| 2014      | Satisfaction                                                 | Candice                    | 6 episodios                                                   |
| 2016      | Confirmation                                                 | Judith Resnik              | película de televisión                                        |
| 2017      | Shots Fired                                                  | Doreen Platt               | 1 episodio                                                    |
| 2017      | Daytime Divas                                                | Brooke Chandler            | 2 episodios                                                   |
| 2017      | Manhunt: Unabomber                                           | Beth Ackerman              | 1 episodio                                                    |
| 2017      | Mindhunter                                                   | Esther Mayweather          | 1 episodio                                                    |
| 2018-2021 | Fear the Walking Dead                                        | Vivian                     | 5 episodios                                                   |

- Datos: Q18933